# Adarnases II de Tao
Adarnases II de Tao (o Adarnases I d'Artanudji)  fou un príncep georgià de l'Alt Tao o Artanudji del segle ix.
Adarnases Bagrationi era el fill gran d'Asoci, curopalata d'Ibèria, i de la seva esposa, una noble georgiana. A la mort del seu pare, el 29 de gener del 830, no va poder recuperar el tron d'aquest i fou Bagrat, el seu germà petit el que fou escollit per l'emperador romà d'Orient (Ibèria en aquest temps era una monarquia electiva). Tanmateix Bagrat va concedir al seu germà Adarnases part dels dominis hereditaris del seu pare, l'Alt Tao i Klardjètia amb Artanudji (avui Ardanuç, a Turquia) i es va quedar amb el Baix Tao. No se sap gairebé res sobre ell i les fonts que en parlen són les mencions basades en l'obra de Leonti Mroveli, del segle xii.
La data de la seva mort no és pas coneguda, però esta compresa entre 867, data de la mort del seu fill Asoci, i el 881/889, data de la mort del seu segon fills, Sumbat, que va heretar el principat de l'Alt Tao i Klardjètia (anomenat generalment com Artanudji).
De Beril·la, filla de Bagrat, príncep de Xaroètia, morta religiosa sota el nom d'Anastàsia, va deixar:
- Gurguèn III d'Ibèria conegut com a Gurguèn d'Artani, comte d'Artani, duc de l'Alt Tao i príncep de Ibérie;
- Asoci Cecela;
- Sumbat, príncep de Artanudji;
- una filla, esposa d'Abas, sparapet d'Armènia, príncep de Kars, tercer fill de Simbaci VIII Bagratuní.